# Zoeterwoude
Zoeterwoude  è un comune olandese di 8 116 abitanti situato nella provincia dell'Olanda Meridionale.